# Los Planells (Espluga de Serra)
Los Planells és una plana de muntanya del terme municipal de Tremp, dins de l'antic terme ribagorçà d'Espluga de Serra, al Pallars Jussà.
Està situada al vessant sud-oest de la Serra de Sant Gervàs, al sud-oest de la Pala del Teller, a l'esquerra del barranc de les Basses. L'antic poble de Miralles és al sud-oest d'aquest lloc.